# Чернохвостая соня
Чернохво́стая со́ня (лат. Eliomys melanurus) — вид грызунов семейства соневые.

## Описание
Длина тела от 10 до 18 см, длина хвоста от 9 до 14 см, вес от 45 до 120 г. Шерсть на спине бурого цвета, нижняя часть тела белёсого цвета. Тёмные полосы проходят через глаза как маска. Хвост пушистый, с чёрной вершиной.

## Распространение
Область распространения вида простирается в изолированных друг от друга популяциях от северо-восточной Ливии вплоть до запада Аравийского полуострова, а также вплоть до южной Турции. Жизненные пространства варьируют от степей и полупустынь до скалистых регионов с древесной и кустарниковой растительностью.

## Образ жизни
Как и другие сони, чернохвостая соня активна преимущественно ночью. Днём она отдыхает в гнезде или в расщелине скал. Часто основой для постройки собственного гнезда служат покинутые гнёзда других животных. Неоднократно большие группы сонь наблюдались в одном месте.

## Питание
Чернохвостая соня больше, чем остальные виды сонь, питается насекомыми, мелкими птицами и другими грызунами. Орехи и плоды играют очень незначительную роль. В более холодных регионах чернохвостая соня накапливает в себе осенью жировой слой и впадает в зимнюю спячку.

## Размножение
Круглые гнёзда из листвы и травы размещаются в кроне дерева примерно на высоте 3 м над землёй и активно защищаются самкой. Как правило в год происходит один помёт. Беременность длится от 22 до 28 дней. В помёте — от 2 до 8 детёнышей. Отлучение детёнышей от матери происходит через 4 недели. Продолжительность жизни составляет 5 лет.